# 1397

## Esdeveniments
- S'inicia la construcció de la Llotja de Perpinyà.
- Sicília és annexionada a la Corona d'Aragó.
- Unió de Kalmar:Dinamarca, Noruega i Suècia formen un sol regne
- Data en què Carles XII, successor de Carles XI, esdevé rei de Suècia

## Naixements
- Possible data de naixement d'Ausiàs March (o el 1400)